# John Reid (rechter)
John Stuart Reid (Utrecht, 19 februari 1968) is een Nederlands rechter en medebedenker/scenarist van de cartoonreeks Fokke & Sukke. Hij volgde in 2016 Frank Visser op als het titelpersonage in het televisieprogramma De Rijdende Rechter.

## Biografie
Reid volgde onderwijs aan het Utrechts Stedelijk Gymnasium en studeerde rechten aan de Universiteit van Amsterdam met als specialisaties civiel recht en rechtsfilosofie. Hij was onder meer bestuursrechter en rechter bij de Handelskamer, gespecialiseerd in aansprakelijkheidsrecht. Daarnaast werd hij in 1994 medeauteur van de cartoonreeks Fokke & Sukke, die dagelijks in NRC Handelsblad verschijnt. Hij maakt deze samen met Bastiaan Geleijnse en Jean-Marc van Tol. Reid speelde een gastrol in de televisieserie In de Vlaamsche pot. Reid is sinds 2001 kantonrechter bij de Rechtbank Alkmaar.
Reid volgde in februari 2016 Frank Visser op als rechter in het Nederlandse televisieprogramma De Rijdende Rechter.
- Gemeinsame Normdatei: 141688181
- International Standard Name Identifier: 0000 0001 2080 7264
- Library of Congress Control Number: no2019083258
- Nederlandse Thesaurus van Auteursnamen: 15791139X
- Système universitaire de documentation: 163852243
- Virtual International Authority File: 286464696